# Krzyż procesyjny

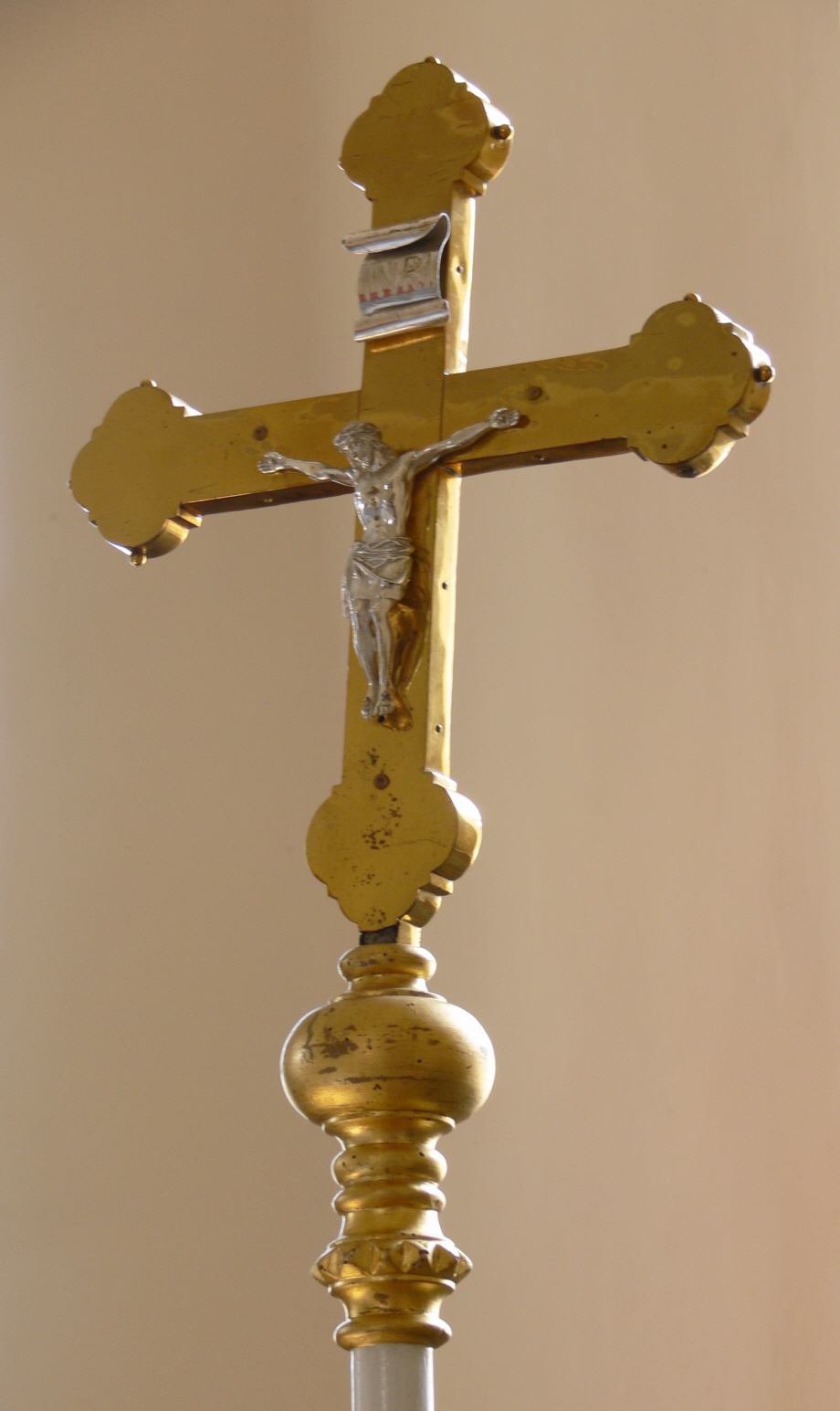
Niemiecki krzyż procesyjny

Krzyż procesyjny – parament liturgiczny niesiony na przodzie procesji w kościołach chrześcijańskich.

## Wygląd
Krzyż procesyjny składa się z krucyfiksu, niekiedy bogato zdobionego, z przytwierdzoną figurą Chrystusa ukrzyżowanego lub jego wyobrażeniem malarskim. Krucyfiks osadzony jest na długim drzewcu, który niosący trzymają w rękach ponad głowami.

## Zabytkowe krzyże procesyjne
- Krzyż Lotara (X w.)
- Krzyż Ottona i Matyldy (X w.)
- Krzyż z wielkimi emaliami (XI w.)
- Krzyż Henryka II (XI w.)
- Krzyż Matyldy (XI w.)
- Krzyż z Cong (XII w.)